# Acheliana tropicalis
Acheliana tropicalis är en havsspindelart som beskrevs av Arnaud, F. 1971. Acheliana tropicalis ingår i släktet Acheliana och familjen Ammotheidae. Inga underarter finns listade i Catalogue of Life.